# Dzmitri Zavadski
Dzmitri Aliaksandravitj Zavadski (belarusiska: Дзмітрый Аляксандравіч Завадскі), eller Dmitri Alexandrovitj Zavadski (ryska: Дми́трий Алекса́ндрович Зава́дский), född 28 augusti 1972, dödförklarad 3 december 2003, var en belarusisk journalist som försvann och sannolikt mördades år 2000.

## Bakgrund
Från 1994 till 1997 var Zavadski den belarusiske presidenten Aleksandr Lukasjenkos personliga kameraman. Zavadski arbetade sedan som journalist och kameraman för TV-kanalen Pervyj Kanal. 
Zavadski var en nära vän och kollega till Pavel Sjeremet, som var kritisk till både Belarus och Rysslands politik, och de båda rapporterade intensivt kring Andra Tjetjenienkriget 1999–2000. Både Zavadski och Sjeremet var tidigare dömda för brott i Belarus. Flera oberoende medier och internationella människorättsorganisationer hävdar att de dömdes på politiskt motiverade grunder efter att ha kritiserat makthavare.

## Försvinnande
Den 7 juli 2000 skulle Zavadski träffa Sjeremet i Minsk. Zavadski sågs senast på Minsks internationella flygplats strax innan Sjeremets flyg anlände från Moskva och hans bil hittades senare låst och parkerad utanför flygplatsen. Precis som de belarusiska oppositionspolitikerna Viktar Hantjar och Juri Zakharenka, som försvann ett år tidigare, hade Zavadski tagit emot hotfulla telefonsamtal innan han försvann. Zavadskis kropp hittades aldrig, men han förklarades officiellt död tre år efter försvinnandet. Sjeremet mördades i Kiev år 2016.

## Reaktioner
Två personer dömdes till livstids fängelse för försvinnandet men frikändes sedan. Oberoende medier och människorättsorganisationer hävdar dock att detta var ett spel för gallerierna för att få det att se ut som att Belarus har utfört en seriös utredning kring försvinnandet.
År 2004 antog Europarådets parlamentariska församling en resolution som anklagar staten Belarus för att aktivt ha dolt de verkliga omständigheterna kring försvinnandet och att högt uppsatta tjänstemän misstänks ha legat bakom det. Den parlamentariska församlingen krävde att den belarusiska regeringen skulle genomföra en oberoende utredning av försvinnandet.
Zavadskis försvinnande har även inkluderats i resolutioner från FN:s kommitté för mänskliga rättigheter.